# デイス
デイス（英: Common dace、学名: Leuciscus leuciscus）は、淡水域、汽水域に生息するコイ目コイ科キタノウグイ属に分類される魚である。

## 分布
ヨーロッパのアルプス山脈北部やアジアの河川等に分布する。フランスやドイツで特に多く、アイルランドでも見られ、餌用の魚 (Bait fish) として用いられる。最大40 cm、1 kg程度まで育ち、寿命は最大16年間程度である。
デイスは典型的な淡水魚であるが、バルト海東岸では汽水域にも分布する。

## 生態
pHは6.0から8.0、水温は4℃から22℃の水を好む。砂利の川底の上を流れる清流や深い湖に住む。冬には底の方にいるが、夏には表面近くを泳ぐ。大型淡水魚に捕食され、またその銀色の外見からカワカマス属を釣る餌にされる。
デイスは活動的な魚で、群生する習性があり、非常に多産で春に薄黄色の卵を水生植物の根や浅瀬の砂利の川底に卵を産む。大きさも形も外見はローチに良く似ており、どちらも頭や背中は暗青色で側面は銀色に輝いており、多くの暗い線が鱗に沿って走っている。腹びれ、尻びれは白色で、薄い赤色を帯びている。背びれ、胸びれ、尾びれは先端が黒い。水生昆虫、水に落ちた昆虫、水底のコケ、小魚、魚卵など何でも捕食する典型的な雑食性。

## 人間とのかかわり
アメリカ合衆国では、デイスの名称がキタノウグイ属以外のコイ科の魚にも付けられることがある。よく知られる例として、クリークチャブ (Creek chub) はhorned daceとも呼ばれる。

### 料理
肉は美味で、しばしば食用にされるが、量は多くないと推定される。

### 釣りなど
釣りでの餌はウジやウジのサナギ、ミミズ、パンなどが用いられる。デイスは水の流れのゆるいところにいるので、ウキを利用した釣り方が一般的である。さまざまな淡水域に生息している魚であるため、年齢を問わず多くの人々にとって釣りの対象となっている。
特に夏の間は、ドライフライ（水面に浮く毛針）で釣ることができる。

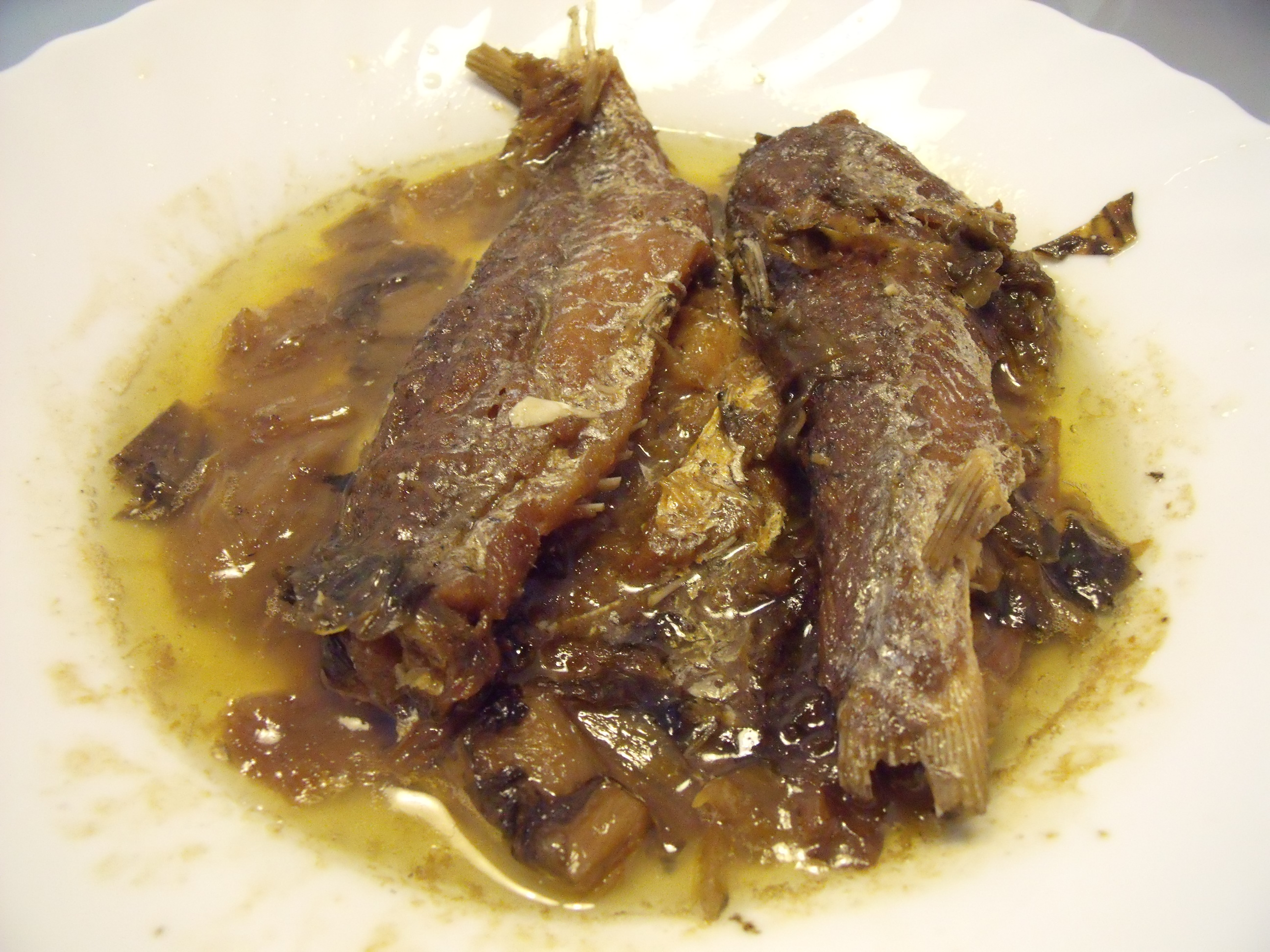
デイスの缶詰